# Catedral de San Nicolás (Oradea)
La Catedral de San Nicolás o alternativamente Catedral Greco-católica de Oradea (en rumano: Catedrala Sfântul Nicolae) es un templo católico que sirve como la catedral de la eparquía de Oradea (Eparchia Magnovaradinensis Romenorum). Se encuentra ubicado en la ciudad de Oradea Mare, en el país europeo de Rumania.
La iglesia sigue el rito rumano (bizantino) y esta en plena comunión el papa en Roma. Su construcción comenzó en 1800, cuando el obispo greco-católico Ignatius Darabant pidió demoler la pequeña iglesia griega-católica en la ciudad y comenzar la construcción de la catedral. El plan de construcción se diseñó en forma de cruz, techo abovedado y una cúpula central pintada con escenas bíblicas. El techo barroco de la torre fue completado en 1803 y se quemó dos veces, en 1836 y 1907. La torre fue diseñada por Giovanni Quai y fue construida entre 1910 y 1912. En 1948, la iglesia perdió el estatus de una catedral y se redujo a una simple iglesia parroquial.
El lugar de culto fue devuelto a la iglesia rumana greco-católica en noviembre de 2005, después de largas negociaciones y retrasos. La primera liturgia católica griega tuvo lugar después de 57 años de interrupción 20 de noviembre de 2005 con la participación de más de 100 obispos, sacerdotes y diáconos.

## Véase también

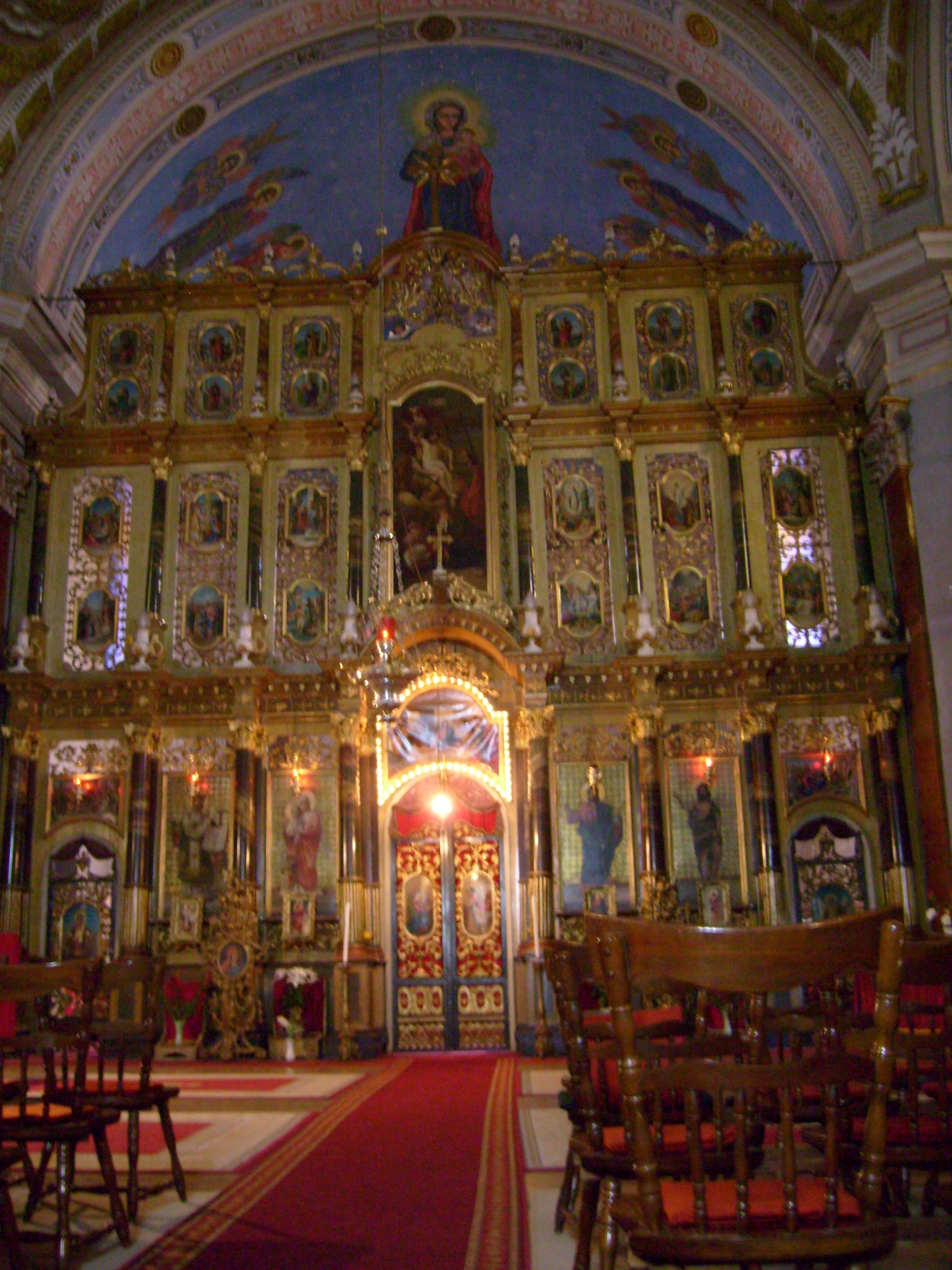
Vista interna